# Reinosa
Reinosa là một đô thị trong tỉnh Cantabria, Tây Ban Nha. Dân số 10.694 người.